# Natale in Romania

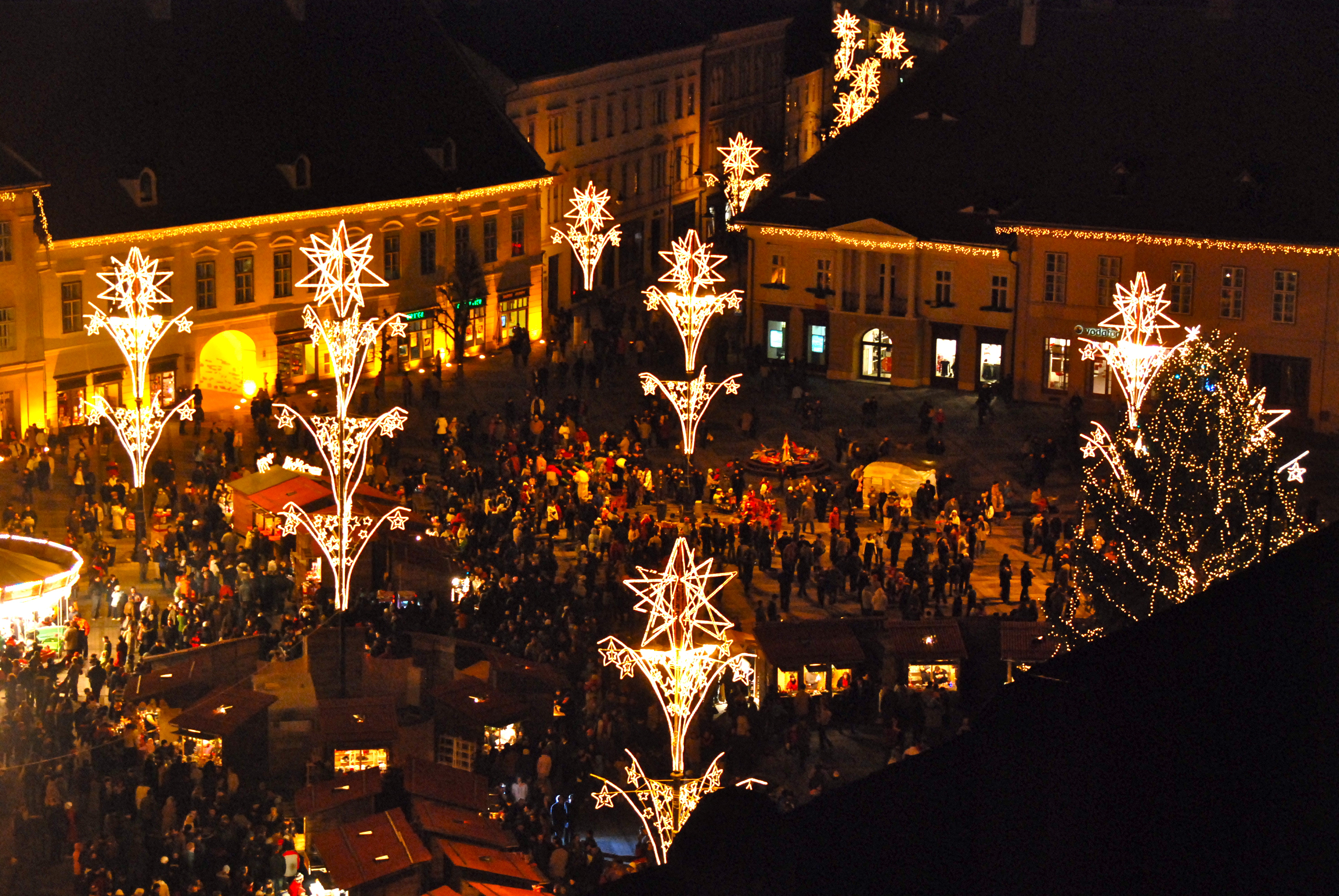
Mercatino natalizio a Sibiu

Questa voce descrive le principali tradizioni natalizie della Romania, oltre agli aspetti storici e socio-economici della festa.

## Informazioni generali
Nonostante la religione più praticata in Romania sia quella cristiana-ortodossa, il Paese ha adottato convenzionalmente la stessa data del Natale dell'Europa Occidentale, ovvero il 25 dicembre.
In Romania, il periodo natalizio vero e proprio dura dal 24 dicembre al 7 gennaio.

## Il termine per "Natale" in rumeno

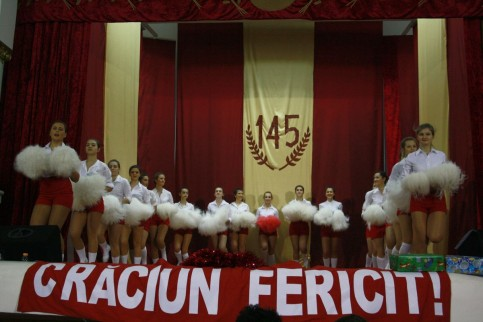
Auguri di "Buon Natale" in Romania

Il termine per "Natale" in rumeno è Crăciun.
La formula d'augurio è Crăciun Fericit!

## Tradizioni popolari

### Cerimonia del piccolo aratro
Una delle tradizioni caratteristiche del periodo natalizio in Romania è (plugușorul), che consiste, nel passare di casa in casa recitando uno scongiuro della fertilità in cui veniva invocato l'imperatore Traiano (che nel I secolo d.C. aveva colonizzato la Romania).

### Danza della capra e danza dell'orso

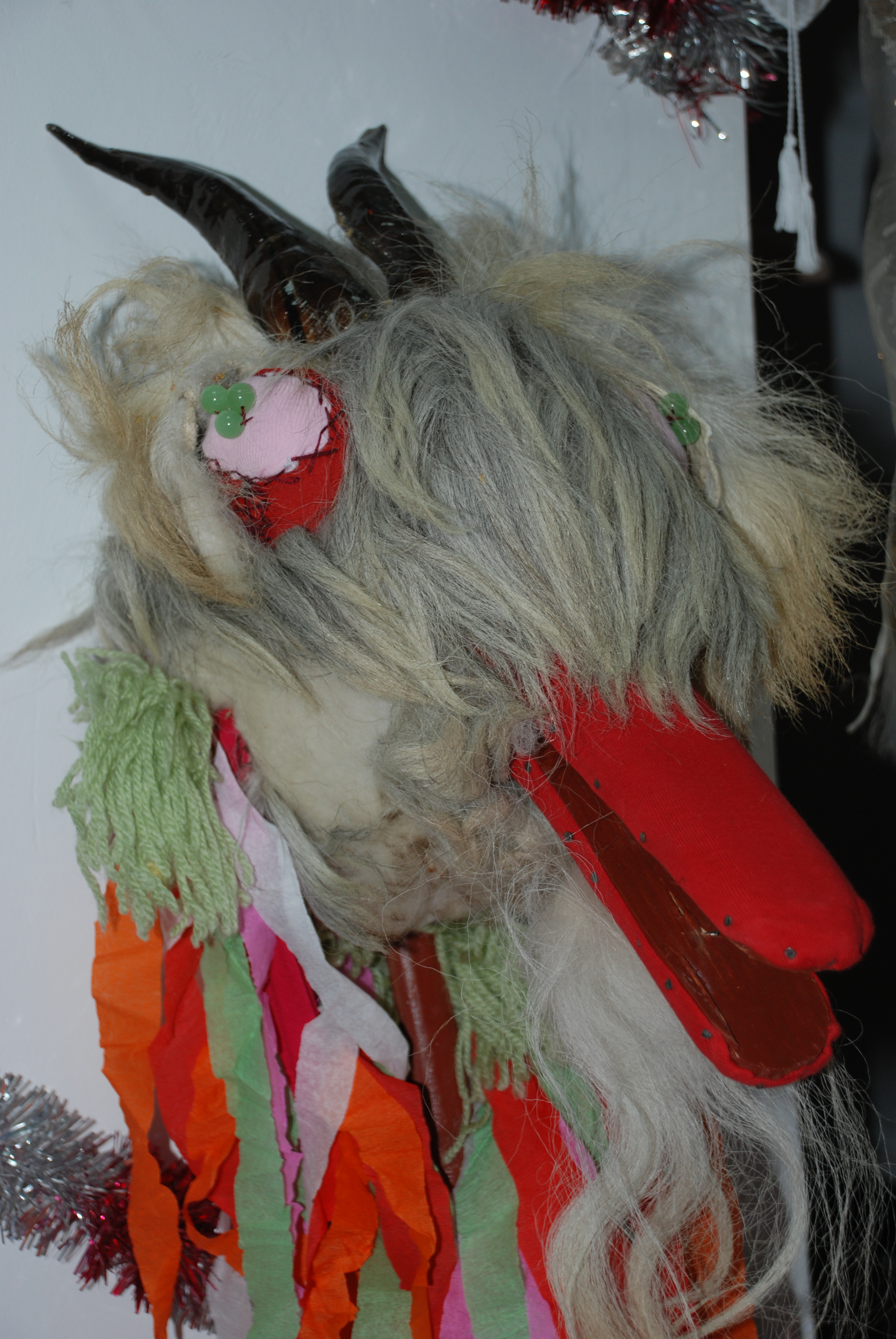
La danza della capra

Altra tradizione legata probabilmente a riti precristiani della fertilità e che si svolge fino all'Epifania è la "danza della capra", in cui un uomo travestito da capra o da un altro animale esegue una danza accompagnato da suonatori e cantanti.
Una tradizione simile, ma meno diffusa, è la "danza dell'orso".

### Festa di Sant'Ignazio
Particolari celebrazioni sono legate inoltre al 20 dicembre, giorno in cui si festeggia Sant'Ignazio.
In quel giorno, nelle zone rurali, si usa macellare un maiale, che poi viene benedetto dal capofamiglia con l'incenso e con il segno della croce, mentre le setole vengono bruciate con mazzetti di paglia. La cerimonia si conclude con un banchetto a base di arrosto di maiale.

### Viflaim
Altra tradizione particolare è il Viflaim, un dramma popolare che ha avuto origine nel XVIII secolo.
Nel Viflaim, compaiono personaggi come "Barbagrigia" e la "Signora Morte".

### Sorcova
Un'altra tradizione del periodo natalizio, e, più precisamente, del primo dell'anno è quella della sorcova, un rametto addobbato con fiori artificiali, mele, pere o ciliegie, con il quale i bambini girano di casa in casa recitando poesie di augurio per l'anno nuovo.
Il termine sorcova, che significa "quaranta", deriva dai quaranta leggeri colpi inferti con il rametto dai ragazzi ai propri parenti.
Una tradizione simile, diffusa in Transilvania, è quella che vede i bambini girare di casa in casa con un fazzoletto colorato legato alla punta di un bastone.

### Personaggi del folclore
Tra i principali portatori di doni in Romania è Moș Nicolae, ovvero il "Vecchio Nicola", che, secondo la tradizione, fa la sua comparsa nella notte tra il 5 e il 6 dicembre. Per quell'occasione, i bambini lasciano fuori casa le loro scarpe pulite: i bambini buoni vengono ricompensati con caramelle e dolciumi, mentre quelli cattivi trovano all'interno una frusta.
Nella notte tra il 24 e il 25 dicembre, compare invece Moș Crăciun, figura corrispondente a Babbo Natale/Santa Claus.
Dopo la seconda guerra mondiale, per influenza sovietica, era stato adottato anche Nonno Gelo (chiamato in Romania Moș Gerilă), figura però quasi completamente scomparsa dalla tradizione dopo la caduta del comunismo.

## Gastronomia

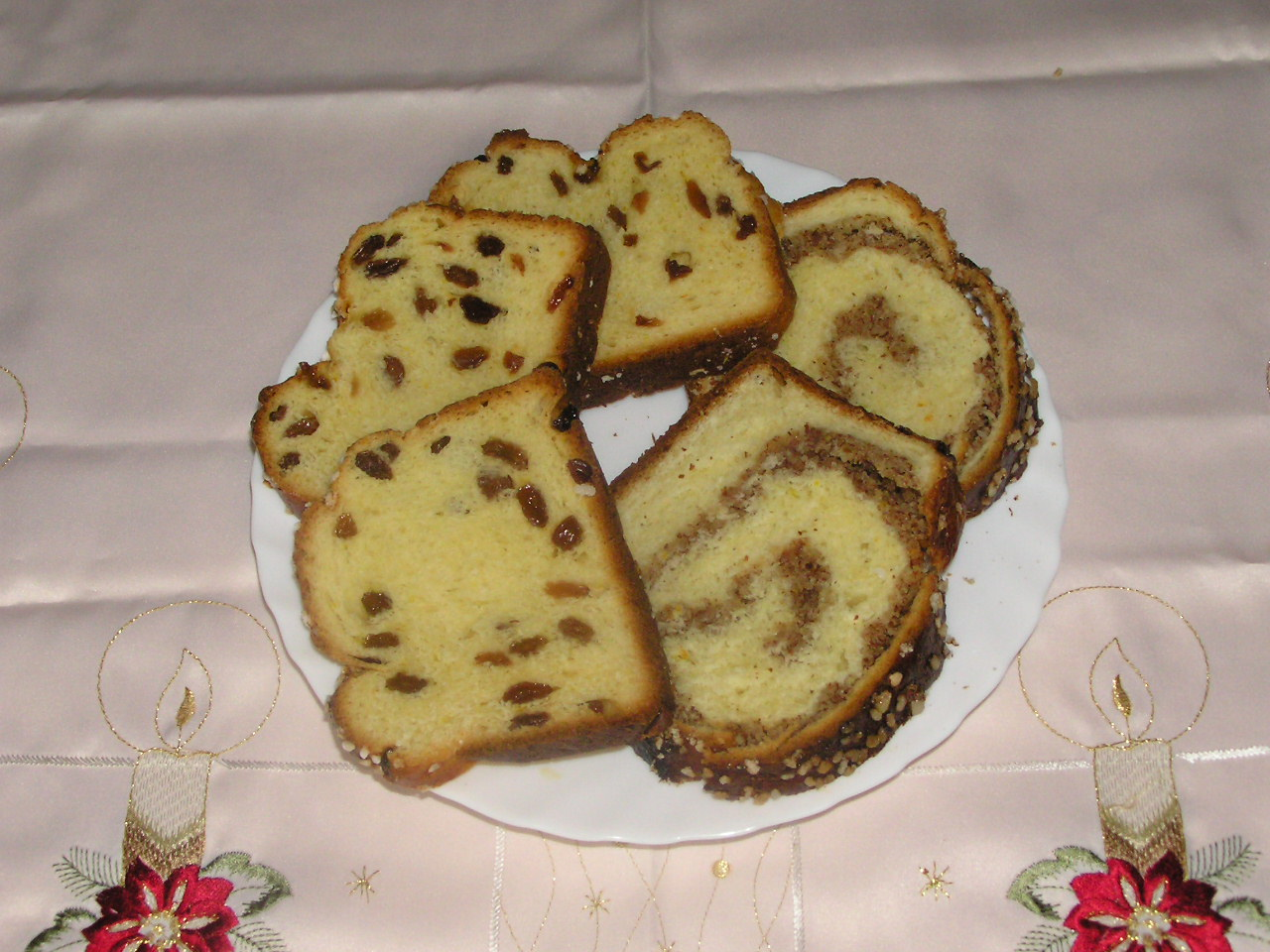
Il cozonac, tipico dolce natalizio romeno

Tra le pietanze tipiche della Vigilia di Natale, si trovano zuppa, uova ripiene, involtini di cavoli, pane intrecciato, pane alle noci e delle paste, che vengono chiamate turta.

### Piatti tipici

#### Sarmale
Un altro piatto tipico della cucina rumena per il periodo natalizio sono le sarmale, che consiste in carne macinata con riso e avvolta in foglia di verza o di vite.

#### Cozonac
Tra dolci tipici, vi è invece il cozonac, un dolce a lievitazione, preparato con molta cura e cotto in stampo a cassetta, con ripieno a base di noci e cacao, semi di papavero, rahat o frutta secca, specialmente uvetta.

## Musica natalizia

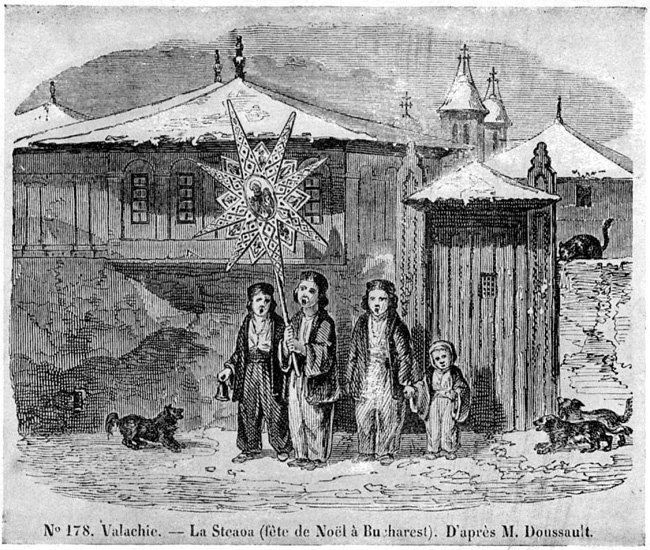
Cantori della Stella a Bucarest (1842)

In Romania, si è sviluppato un particolare tipo di canto natalizio, la colindă o colind, termine che deriva dal latino calendae. Gli esecutori di colinde vengono detti colindători.
Un'altra tradizione è quella della banda composta da 50-60 uomini celibi che il giorno della Vigilia di Natale esegue canti natalizi con tamburi, violini e sassofoni.

### Canti tradizionali originari della Romania
- Astăzi s-a născut Hristos[1]
- La Betleem colo-n jos[1]
- Moș Crăciun cu plete dalbe[1]
- O, ce veste minunată! (XVIII-XIX secolo)[6]
- Trei păstori[1]

## Galleria d'immagini

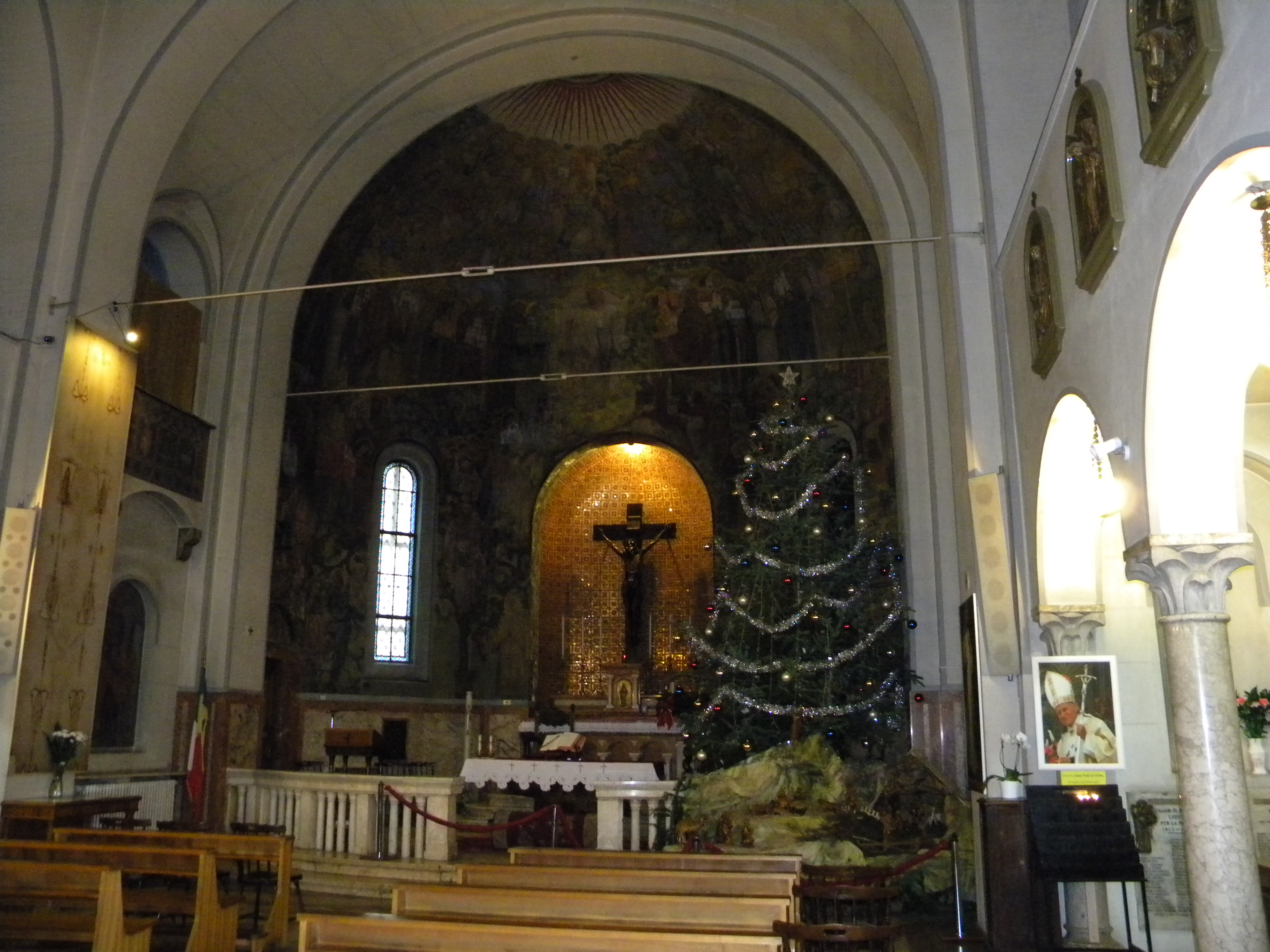
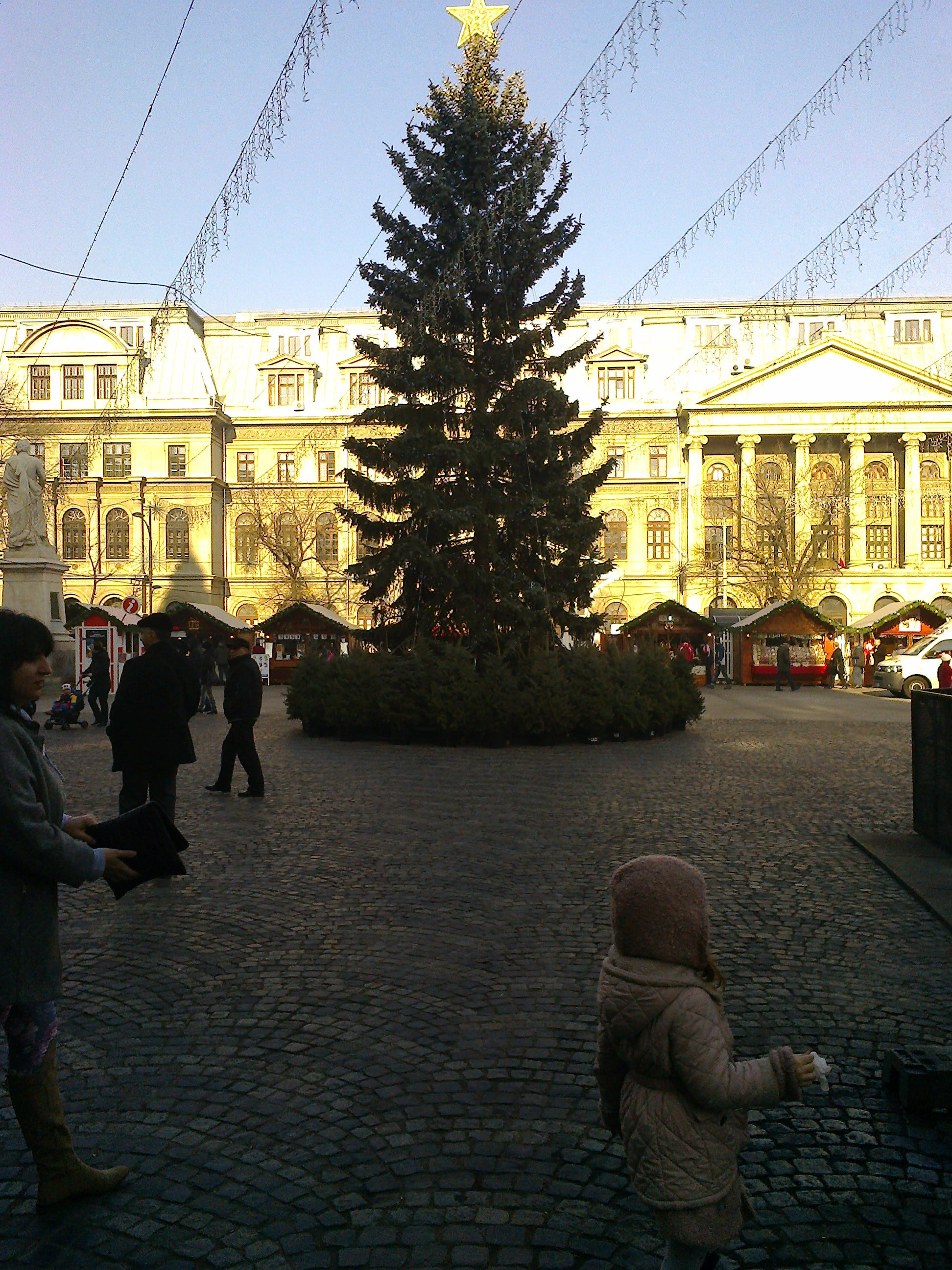
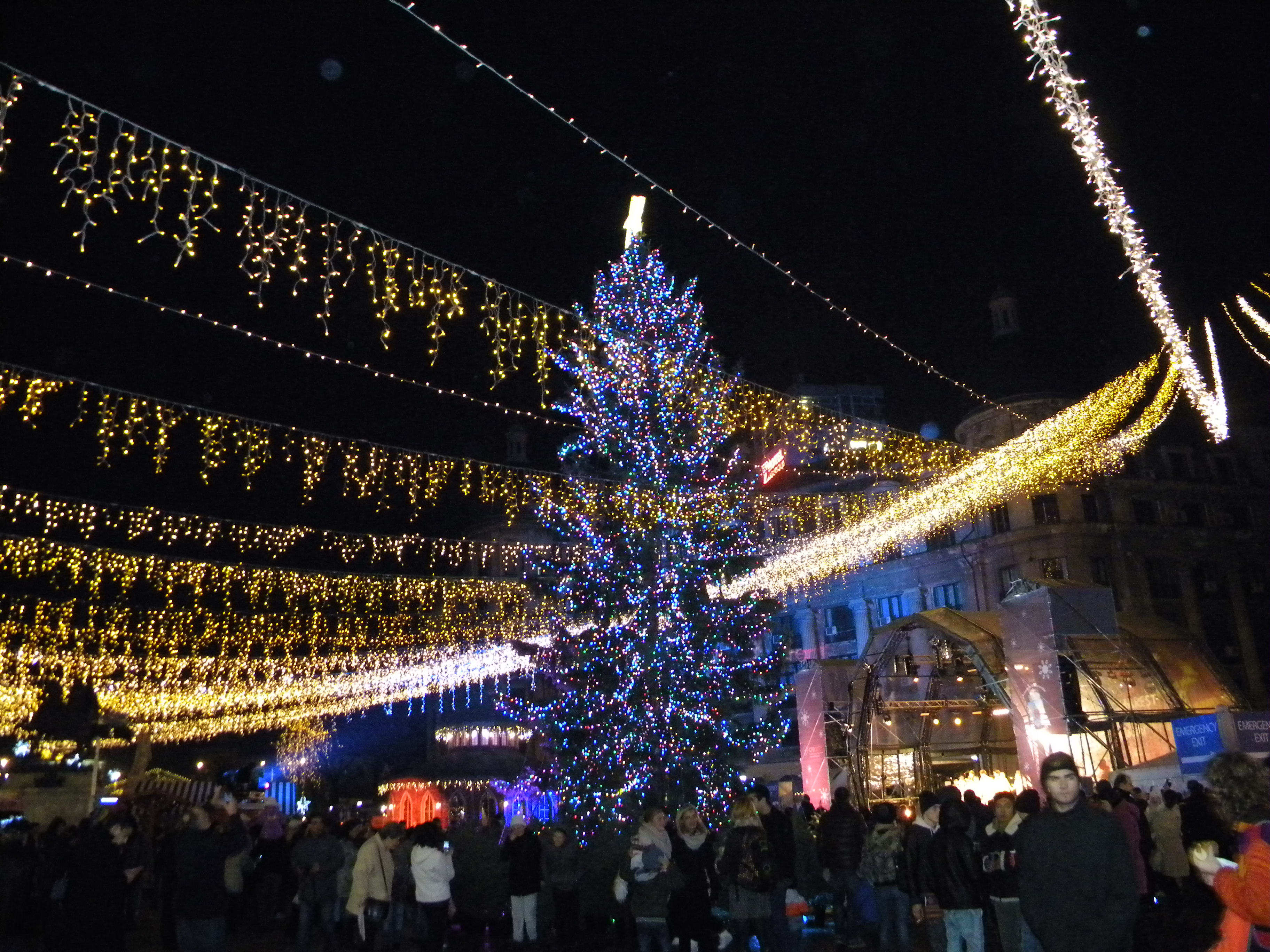
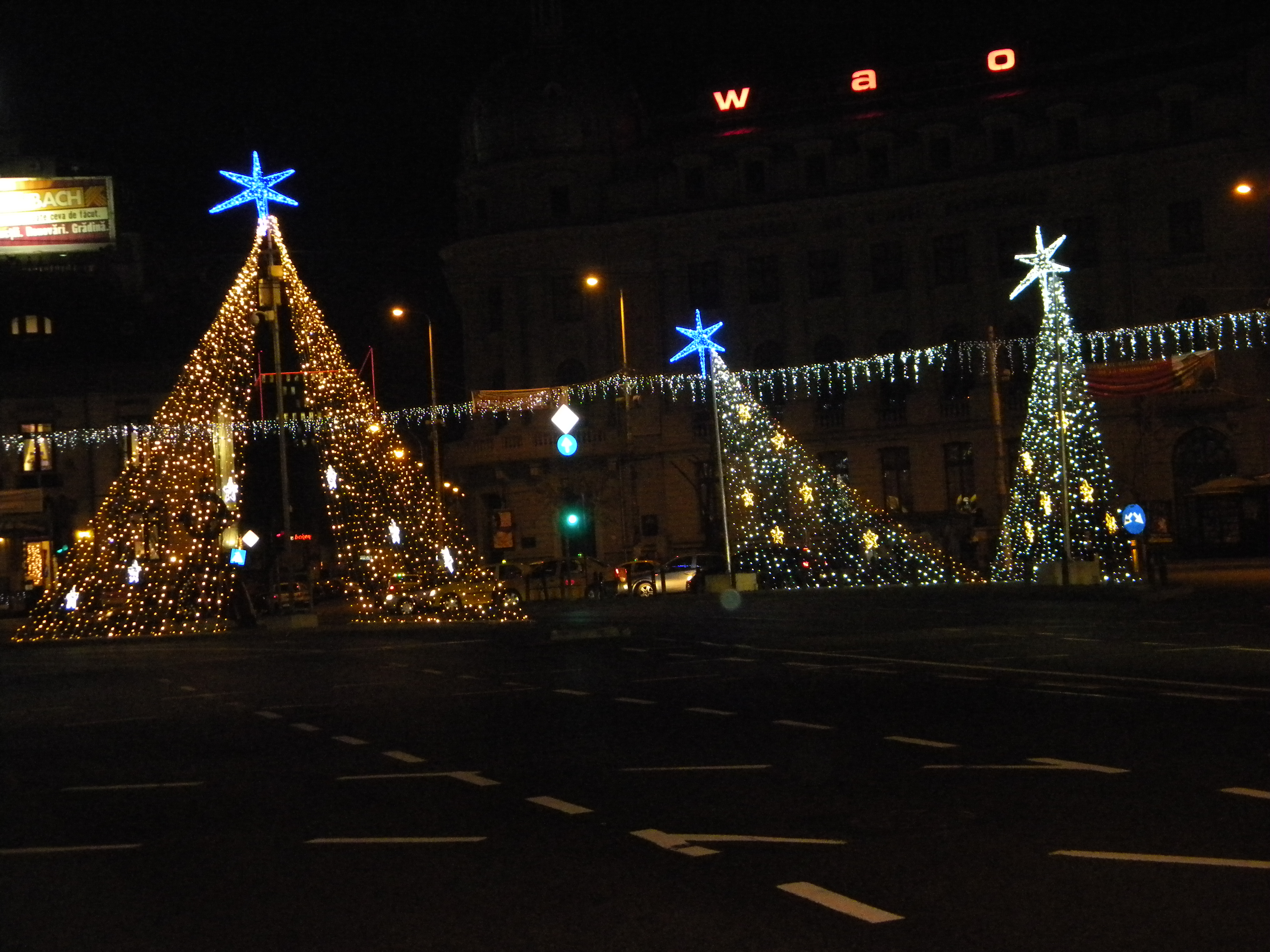
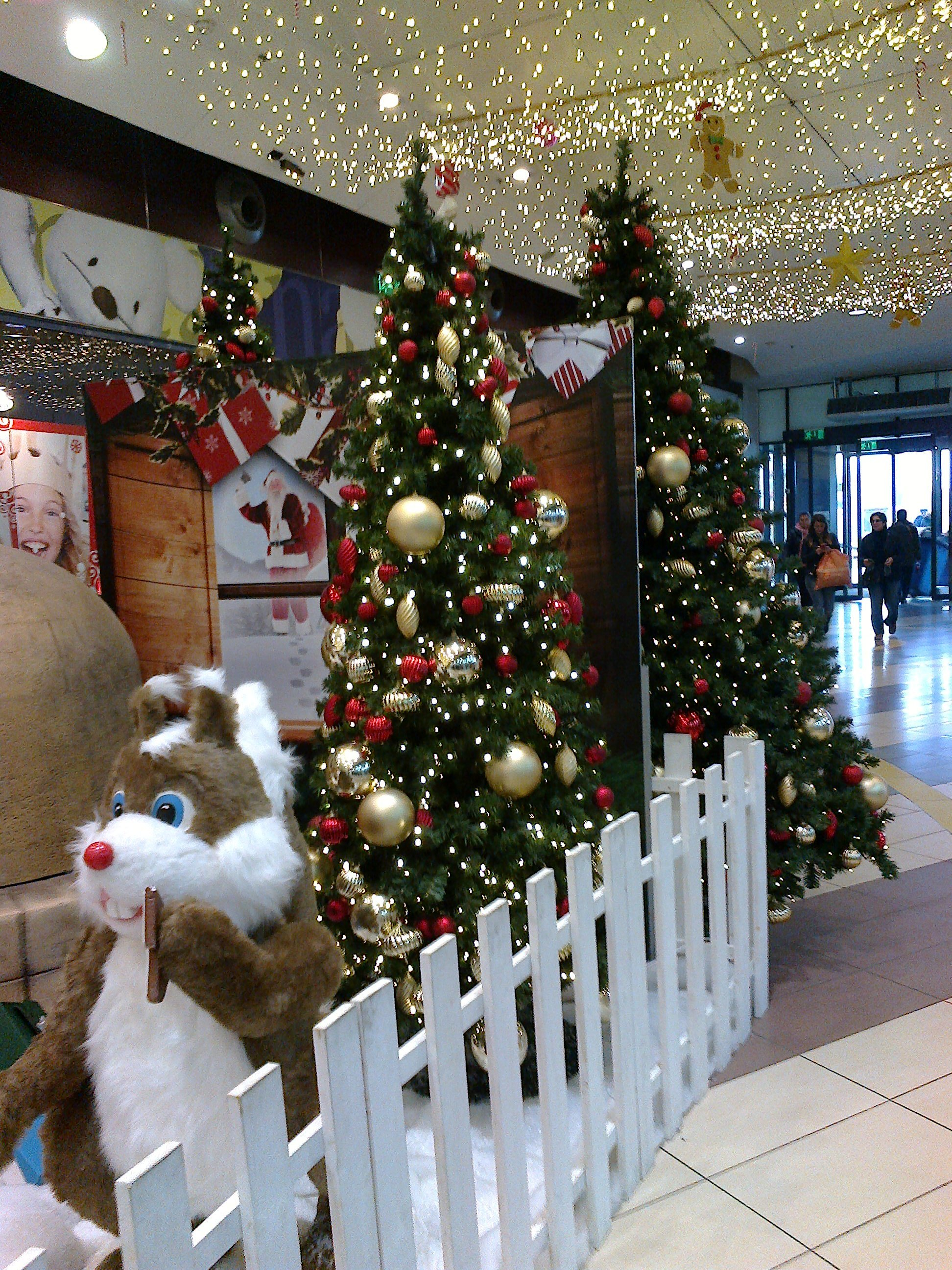